# Emma Hauck
Emma Hauck (* 14. August 1878 in Ellwangen (Jagst); † 1. April 1920 in Wiesloch) war eine deutsche Art-brut-Künstlerin.

## Biografie
Emma Nusser (oder Nuser) wurde 1878 in eine einfache Ellwanger Familie geboren. Sie war ein lebhaftes Kind, mit Freude am Theater und am Tanzen. Bis zu ihrer Heirat arbeitete sie ohne Berufsausbildung als fleißige Gehilfin im Modewarengeschäft und der Schneiderei ihrer Mutter. Mit 27 Jahren heiratete sie Michael Hauck, einen Realschullehrer in Mannheim, und bekam kurz hintereinander im Alter von 28 und 29 Jahren zwei Töchter.
Im Laufe ihrer Ehe und nach der Geburt der Kinder veränderte sich ihr Verhalten, sie wurde zunehmend instabiler, litt unter Gefühlen der Leere und zog sich aus der Gesellschaft zurück. Sie fühlte sich körperlich unwohl, vernachlässigte ihre Körperpflege und wurde „scheu, zurückhaltend, mißtrauisch, widerspenstig u. störrisch“. Im Dezember 1908 wollte sie lieber allein leben, vernachlässigte Familie und Haushalt. Zudem fürchtete sie sich vor Gift im Essen, dass ihre Kinder sie mit Krankheiten infizieren könnten, und auch vor ihrem Mann, von dem sie annahm, er habe ihr über einen Kuss seine Krankheiten übertragen. Emma Hauck wurde am 7. Februar 1909 in die psychiatrische Klinik der Universität Heidelberg eingeliefert. Nach einem Monat wurde sie in das Haus ihrer Mutter entlassen, doch verschlechterte sich ihr Zustand erneut, so dass sie am 15. Mai wieder aufgenommen wurde. Die Diagnose lautete Dementia praecox (Schizophrenie). Am 26. August des gleichen Jahres wurde sie als unheilbar in die Pflegeanstalt Wiesloch verlegt, wo sie 1920 starb.

## Die Briefe

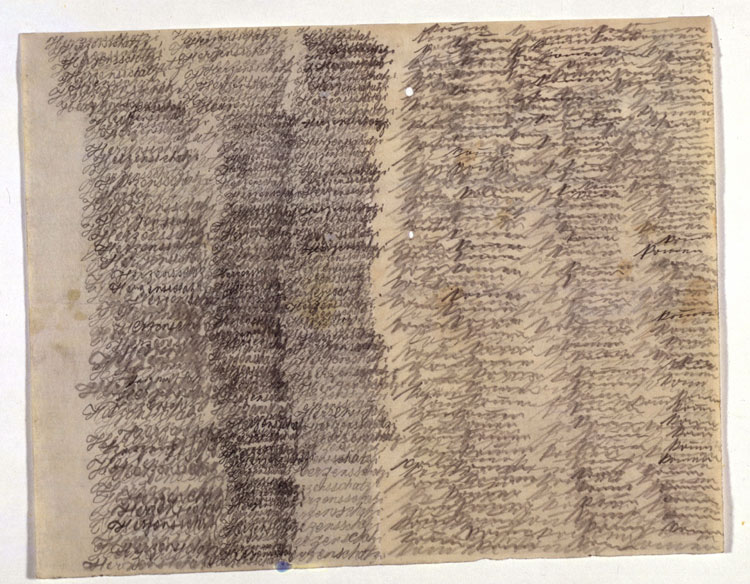
Emma Hauck, Brief an den Ehemann (1909)

Während ihres zweiten Aufenthaltes in der Heidelberger Klinik hatte Emma Hauck in den Sommermonaten des Jahres 1909 eine Reihe von Bittbriefen, von denen zwölf erhalten sind, an ihren Mann geschrieben. Aus den Krankenakten ist ersichtlich, dass sie ununterbrochen schrieb. Keiner der Briefe wurde abgeschickt, sondern in ihrer Akte abgeheftet. Die Briefe sind mit Graphitstift auf dünnem Schreibpapier geschrieben.
Einerseits verfasste Emma Hauck in lesbarer, fließender Schrift flehende und drängende Bitten, sie nach Hause zu holen. Sie äußerte den Wunsch, das Haus ihrer Mutter zu besuchen und erkundigte sich nach ihren Töchtern. Sie verdeutlichte, sich nach ihrer Familie zu sehnen und wünschte sich ein normales Leben zurück, mit Fahrten aufs Land, Theaterbesuchen, einem Stück Kuchen und einem Glas Rotwein. Laut Krankenakte spiegelte sich dieser Wunsch nicht in Haucks Verhalten wider, „sondern wurde von ihrer tiefen pathologischen Aversion gegen ihre Familie untergraben“, so dass sie wünschte, am liebsten allein im Wald zu leben. Sie wurde katatonisch und verweigerte jede Kommunikation in der Anstalt.

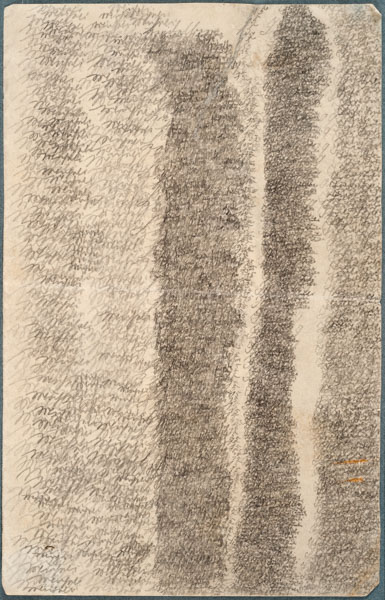
Emma Hauck, Brief an den Ehemann (1909)

In den weniger gut lesbaren Briefen überschrieb sie ihren bereits verfassten Text über die gesamte Briefseite mit sich immer wiederholenden Wortfolgen. Die Texte bestehen zum großen Teil aus zwanghaft niedergeschriebenen, sich überlappenden Wiederholungen kurzer Ausrufe, etwa „Herzensschatzi komm“, geschrieben 1909 zu Beginn ihrer Einweisung in Heidelberg, oder einfach nur „komm komm komm“, als ihre Situation unverändert blieb, und aus den Wiederholungen der Kosenamen „Bartli“ und „Schatzi“. Diese Phrasen oder Wörter sind durch die Überschreibungen in unglaublich dichte und unleserliche Gebilde transformiert, die auch in Schattierung und Wertigkeit variieren. Die Worte auf dem Papier bilden dunkle, vertikale Säulen, die als expressive Abstraktion wirken. Die Briefe besitzen durch die ständigen Wiederholungen und Überschreibungen eine grafische Struktur von ästhetischer Schönheit.
Hans Prinzhorn wählte einen der Briefe von Emma Hauck für sein 1922 erschienenes Buch Bildnerei der Geisteskranken aus, bildete ihn aber fälschlicherweise auf dem Kopf stehend ab und ordnete ihn einem anderen Patienten zu, vermutlich, weil er sich ausschließlich auf die grafischen Qualitäten des Blattes konzentrierte. In den 1980er Jahren wurden acht weitere Briefe in Haucks Krankenakte gefunden. Sie sind Teil der Sammlung Prinzhorn und wurden bis heute in verschiedenen Ausstellungen gezeigt.

## Ausstellungen und Rezeption
- 1996: Erstmals außerhalb Heidelbergs wurden 1996 drei Briefe zusammen mit anderen Werken aus der Sammlung Prinzhorn in einer Ausstellung in der Hayward Gallery in London mit dem Titel „Beyond Reason: Art and Psychosis“ ausgestellt.[1]
- 2000: The Prinzhorn Collection: Traces upon the "Wunderblock". The Drawing Center, New York und Armand Hammer Museum of Art, Los Angeles[7][8]
- 2002–2004: Wunderhülsen & Willenskurven – Bücher, Hefte, Kalendarien aus der Sammlung Prinzhorn. Wanderausstellung: Sammlung Prinzhorn Heidelberg 2002, Stadtmuseum Jena 2002, Museum Dr. Guislain in Gent 2003/2004
- 2004–2006: Irre ist weiblich. Wanderausstellung: Sammlung Prinzhorn Heidelberg 2004, Altonaer Museum Hamburg 2005, Kunstmuseum des Schweizer Kantons Thurgau in der Kartause Ittingen in Warth 2005,[9] Muzeum Sztuki w Łodzi (Kunstmuseum Lódz) 2005/2006
- 2010: Vergissmeinnicht – Psychiatriepatienten und Anstaltsleben um 1900. Aus Werken der Sammlung Prinzhorn, Heidelberg

Im Jahr 2000 drehten die Brothers Quay den Film In Absentia, der Haucks Briefe dokumentiert. Die Musik komponierte Karlheinz Stockhausen.
Der Film wurde 2012/2013 in der Ausstellung Quay Brothers: On Deciphering the Pharmacist’s Prescription for Lip-Reading Puppets im Museum of Modern Art in New York gezeigt.